# ماري غوردون
ماري غوردون (بالإنجليزية: Mary Gordon)‏‏ (8 ديسمبر 1949 - ) كاتِبة، وروائية، وناقدة أدبية، وصحفية من الولايات المتحدة.

## الجوائز
- زمالة غوغنهايم
- جائزة جانيت هايدنجر كافكا [الإنجليزية]‏[13]
- جائزة جانيت هايدنجر كافكا [الإنجليزية]‏[13]
- جائزة أوليفر هنري [الإنجليزية]‏

## روابط خارجية
- ماري غوردون على موقع IMDb (الإنجليزية)
- ماري غوردون على موقع الموسوعة البريطانية (الإنجليزية)
- ماري غوردون على موقع مونزينجر (الألمانية)
- ماري غوردون على موقع ميوزك برينز (الإنجليزية)